# Stenocercus cupreus
Stenocercus cupreus är en ödleart som beskrevs av  George Albert Boulenger 1885. Stenocercus cupreus ingår i släktet Stenocercus och familjen Tropiduridae. Inga underarter finns listade i Catalogue of Life.